# Virgine
 (février 2024).
Si vous disposez d'ouvrages ou d'articles de référence ou si vous connaissez des sites web de qualité traitant du thème abordé ici, merci de compléter l'article en donnant les références utiles à sa vérifiabilité et en les liant à la section « Notes et références ».
Une virgine est un puceron adulte femelle qui peut se reproduire sans la nécessité d’une fécondation préalable. Cette reproduction par parthénogénèse engendre seulement des femelles et se réalise par viviparité.
On parle aussi de cycle de reproduction agame ou agamique.